# Хаунаксовые
Хаунаксовые (лат. Chaunacidae) — семейство лучепёрых рыб из монотипического подотряда хаунаксовидных отряда удильщикообразных. Встречаются в Атлантическом, Тихом и Индийском океанах. Придонные рыбы, обитают у дна на глубине от 90 до более 2000 м. Максимальная длина тела 35 см.

## Таксономия
Ранее хаунаксовых относили к надсемейству хаунаксоподобных подотряда нетопыревидных. На основании результатов молекулярно-филогенетического анализа выделен отдельный подотряд хаунаксовидных с включением в него единственного семейства хаунаксовых.
В состав семейства включают два рода с 22 видами:
- Chaunacops Garman, 1899 — 3 вида
- Chaunax Lowe, 1846 — 19 видов

## Описание
Тело шарообразное, слегка сжато с боков, покрыто свисающей мягкой кожей. Кожа густо покрыта мелкими чешуйками в форме колючек, напоминающими по форме и на ощупь плакоидную чешую некоторых видов акул. Первый спинной плавник представлен только коротким иллицием с мочалообразной эской (лат. esca) на конце, других колючих лучей нет. Иллиций расположен сразу за ртом на яйцевидном участке кожи без чешуи или в углублении, в который он может убираться. Эска с многочисленными короткими, плотно сидящими нитями. Во втором спинном плавнике 10—12 мягких лучей. Грудные плавники узкие, веслообразные, с 10—15 мягкими лучами. В анальном плавнике 5—7 мягких лучей. Хвостовой плавник закруглённый .
Голова очень большая, немного кубовидная с хорошо выраженными открытыми латеральными каналами. Глаза расположены по бокам головы в верхней части и прикрыты кожей. Рот крупный от косого до почти вертикального с небольшими тонкими зубами. Открытый канал боковой линии проходит вдоль всего тела до хвостового стебля, хорошо заметные сенсорные каналы также имеются на голове и брюхе. Количество невромастов боковой линии является родовым и видовым признаком.
Окраска тела от розовой до красновато-оранжевой. У некоторых видов по телу разбросаны бледные или жёлтые пятна.